# Aue (Bergisch Gladbach)
Aue war ein Ortsteil auf dem Gebiet des heutigen Stadtteils Lustheide der Stadt Bergisch Gladbach im Rheinisch-Bergischen Kreis.

## Lage und Beschreibung
Aue lag an der alten Brüderstraße. Durch die Nähe zum Ortsteil Lustheide war Aue nicht mehr eigenständig wahrnehmbar. Heute erinnert die Straßenbezeichnung In der Auen an den Ortsteil.

## Geschichte
Die Topographia Ducatus Montani des Erich Philipp Ploennies, Blatt Amt Porz, belegt, dass der Wohnplatz bereits 1715 als Hof existierte, der als Aue beschriftet ist. Carl Friedrich von Wiebeking benennt die Hofschaft auf seiner Charte des Herzogthums Berg 1789 als Aue. Aue ist zu dieser Zeit Teil der Honschaft Gronau im Kirchspiel Gladbach.
Unter der französischen Verwaltung zwischen 1806 und 1813 wurde das Amt Porz aufgelöst und Aue wurde politisch der Mairie Bensberg im Kanton Bensberg zugeordnet. 1816 wandelten die Preußen die Mairie zur Bürgermeisterei Bensberg im Kreis Mülheim am Rhein.
Der Ort ist 1845 in den amtlichen Verzeichnissen als Bauergut in der Pfarre Bensberg in der Bürgermeisterei Bensberg mit sieben Häusern und 41 allesamt katholischen Einwohnern unter dem Namen auf der Auen verzeichnet. Danach ist der Ort nicht mehr eigenständig aufgeführt.